# Pancalang (plaats)
Pancalang is een bestuurslaag in het regentschap Kuningan van de provincie West-Java, Indonesië. Pancalang telt 2488 inwoners (volkstelling 2010).